# Gernot Plassnegger
Gernot Plassnegger (Leoben, 23 marzo 1978) è un ex calciatore austriaco, difensore.

## Palmarès

### Giocatore
- Campionato austriaco: 2

Salisburgo: 1994-1995, 1996-1997
- Supercoppa d'Austria: 3

Salisburgo: 1994, 1995, 1998
- Erste Liga: 1

Admira Wacker Mödling: 2010-2011